# 니컬러스 브렌던
니컬러스 브렌던(Nicholas Brendon, 1971년 4월 12일 ~ )은 미국의 배우이다.

## 출연 작품
- 인디고 (2014)
- 평행이론: 도플갱어 살인 (2013)
- 하드 러브 (2011)
- 포탈 (2010))
- 어 골든 크리스마스 (2009)
- 언홀리 (2007)
- 파이어 서펀트 (2007)
- 뉴요커의 사랑 (2004)
- 디먼 아일랜드 (2002)
- 싸이코 비치 파티 (2000)
- 일리언 3 (1995)

### 텔레비전
- 뱀파이어 해결사 (1997-2003)
- 키친 컨피덴셜 (2005-06)
- 크리미널 마인드 (2007-14)
- 프라이빗 프랙티스 (2010-11)